# Colfelice
Colfelice è un comune italiano di 1 763 abitanti situato in provincia di Frosinone nella regione Lazio.

## Geografia fisica

### Territorio
Colfelice è situato nella media Valle del Liri ed il suo territorio è quasi totalmente pianeggiante, tranne una esigua zona collinare nella parte settentrionale. È delimitato ad occidente dal Rio Proibito e ad oriente dal Rio Sottile; entrambi, più a valle e dopo essersi uniti tra loro, vanno a confluire nel Fiume Liri.

### Clima
Il clima è di tipo mediterraneo con estati molto calde ed inverni con temperature miti.
Tuttavia la catena montuosa degli Aurunci/Ausoni spesso nella stagione invernale frena l’influsso di correnti aeree provenienti dal Tirreno e conseguentemente si possono avere temperature che scendono attorno lo zero gradi o anche sotto lo zero, facilitando la formazione di gelate notturne. Le piogge invernali non sono abbondanti e le nevicate, con il modificarsi del clima, diventano sempre più una rarità.
Il modificarsi del clima apporta conseguenze significative anche durante la stagione estiva. Le estati infatti diventano, come nel resto della penisola italica, sempre più calde ed afose, con lunghi periodi in cui si sfiorano i 36/38 gradi che talvolta rendono la “bella stagione” insopportabile. E quelle poche volte che si creano formazioni nuvolose pomeridiane queste spesso generano fenomeni temporaleschi e ventosi di eccessiva intensità che possono localmente arrecare considerevoli danni.
L’autunno e la primavera rimangono le stagioni con maggiore variabilità dove possono alternarsi periodi di stabilità, in cui si hanno temperature discrete e gradevoli, con periodi meno stabili, dove prevalgono le piogge e le temperature risultano più fresche.

## Storia

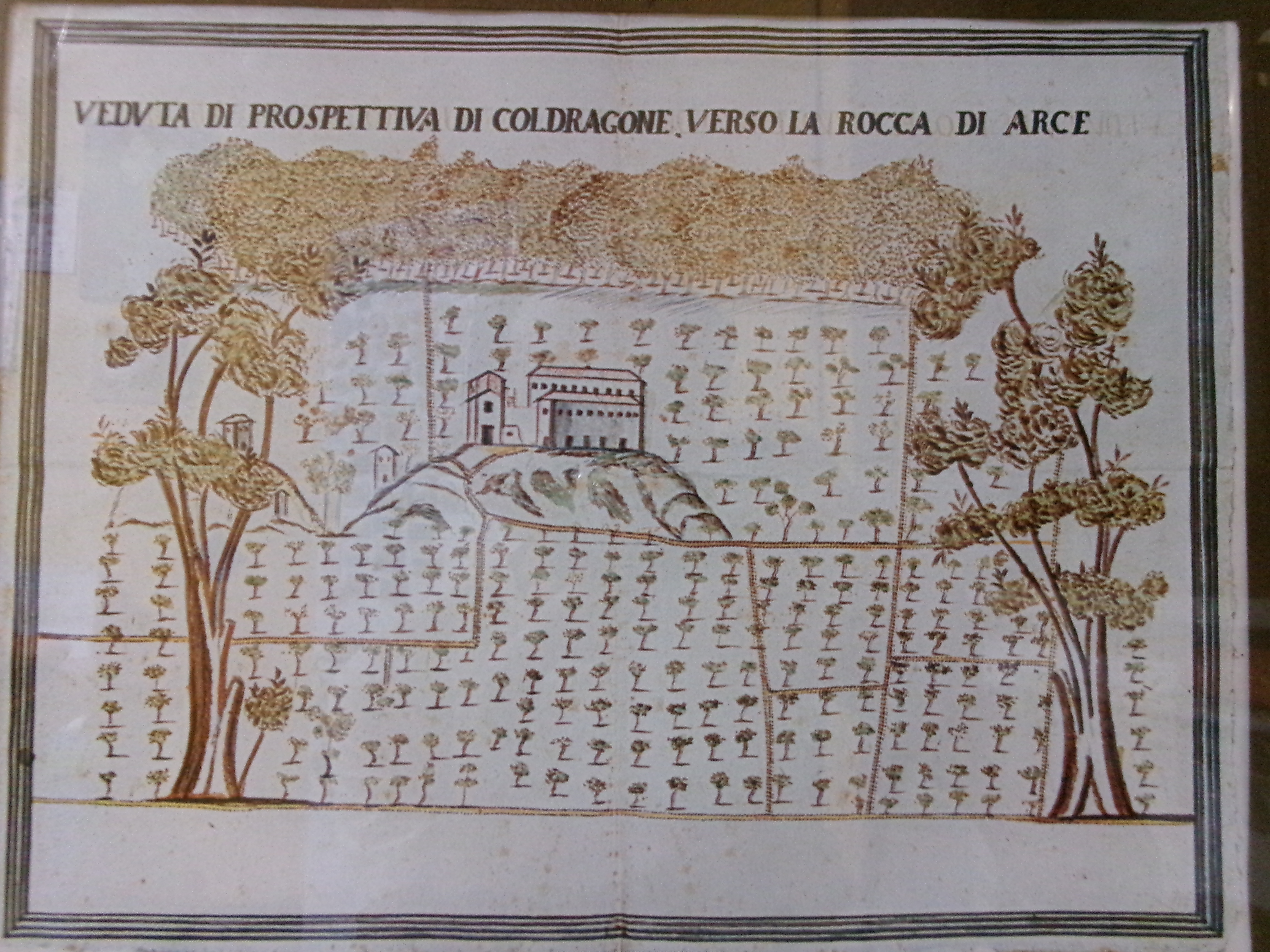
Disegno prospettico della fine del Settecento conservato nell'Archivio Segreto Vaticano

Il territorio di Colfelice ha fatto parte sempre del vicino centro di Roccadarce e ne ha sempre seguito le sorti nella sua gloriosa storia lunga ben oltre duemila anni. Ove oggi sorge il paese un tempo vi era un piccolo colle circondato da boschi. Ma il fatto storico dominante, che successivamente determinerà l’origine del paese, segna la data del 12 settembre 1579: in quel giorno Papa Gregorio XIII (Ugo Boncompagni) acquistò dalla famiglia Della Rovere il Ducato di Sora (a cui apparteneva Roccadarce) e lo affidò al figlio Giacomo. Fu quest’ultimo che, evidentemente attratto dalla nuova proprietà e interessato al suo sviluppo, qualche anno dopo, nel 1583, ordinò l’edificazione di alcuni fabbricati in cima al piccolo colle (sopra accennato) e il disboscamento della zona circostante così da favorire la coltivazione dei campi e l’allevamento di animali. Ma purtroppo le cose non andarono come programmate: molto probabilmente per problemi economici, le poche costruzioni iniziate non vennero portate a compimento e vennero abbandonate.
Per meglio capire il momento storico in cui questi fatti vengono a collocarsi nelle nostre terre, è bene ricordare che in quegli anni, a cavallo tra cinque e seicento, la duchessa Costanza Sforza, moglie di Giacomo Boncompagni, trasformò la fortezza di Isola del Liri, posta sulla cascata e già resa residenza ducale dai Della Rovere, in un lussuoso e ricco palazzo signorile.

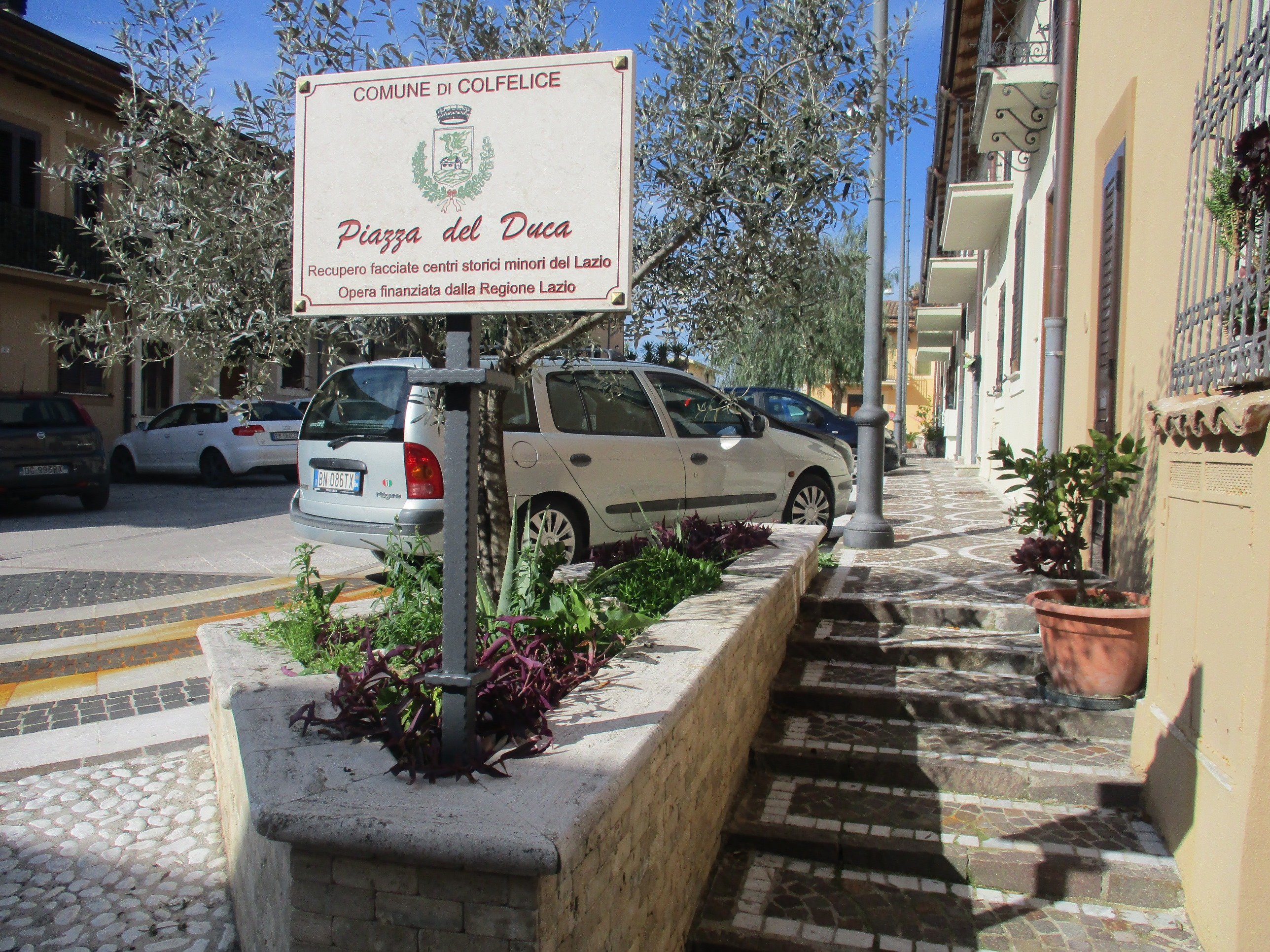
Piazza del Duca

Passerà oltre un secolo e mezzo prima che un Boncompagni riprenda quell’antico progetto del suo avo Giacomo e rimetta mano all’opera di realizzazione del nuovo centro abitato. Correva l’anno 1746 e il duca Gaetano ben pensò di riprendere quelle antiche opere per portarle a compimento, di edificarne altre e di far erigere l’attigua chiesa, dedicata, non a caso, a San Gaetano. Oggi quei palazzi fanno da splendida cornice alla suggestiva, elegante e caratteristica Piazza del Duca.
Colfelice comune autonomo, distaccandosi quindi da Roccadarce, nacque invece il 6 dicembre 1923 grazie al Regio Decreto n. 2703 emanato dal Re Vittorio Emanuele III. In pratica detto decreto sancì l’unione delle due frazioni di Coldragone e Villafelice, distaccandole dal comune di Roccadarce e rendendole autonome. Il capoluogo venne fissato nella frazione di Coldragone (più popolosa e dotata di stazione ferroviaria), il nome ufficiale venne dato dall’unione di COL (da Coldragone) e FELICE (da Villafelice). All’epoca di questi fatti il territorio apparteneva alla Terra di Lavoro, in Provincia di Caserta, nella Regione Campania. Ma questo stato giuridico durò poco: il 2 gennaio 1927 fu istituita la Provincia di Frosinone e Colfelice, come i paesi limitrofi, di fatto ne venne a far parte, passando di conseguenza alla Regione Lazio (per completezza di informazione aggiungiamo che in realtà di istituzione di nuove diciassette province - tra cui Frosinone - già si era legiferato con Delibera del Consiglio dei Ministri in data 06 dicembre 1926).
Per ultimo si ricorda che, con solenne e partecipata cerimonia istituzionale, il 6 dicembre 2023 l’Amministrazione Comunale ha celebrato e festeggiato il Centenario della nascita del Comune.

### Simboli
Lo stemma e il gonfalone sono stati concessi con decreto del presidente della Repubblica n. 3360 del 16 novembre 1976. Lo stemma rappresenta, su fondo oro, un drago di verde, linguato e illuminato di rosso, che si erge sul tetto di una casa, anch'essa di colore rosso, fondata su una collina al naturale. Il gonfalone è un drappo verde riccamente ornato di ricami d'argento e sul quale è 
raffigurato lo stemma, con l'iscrizione centrata in argento "Comune di Colfelice".

## Monumenti e luoghi di interesse

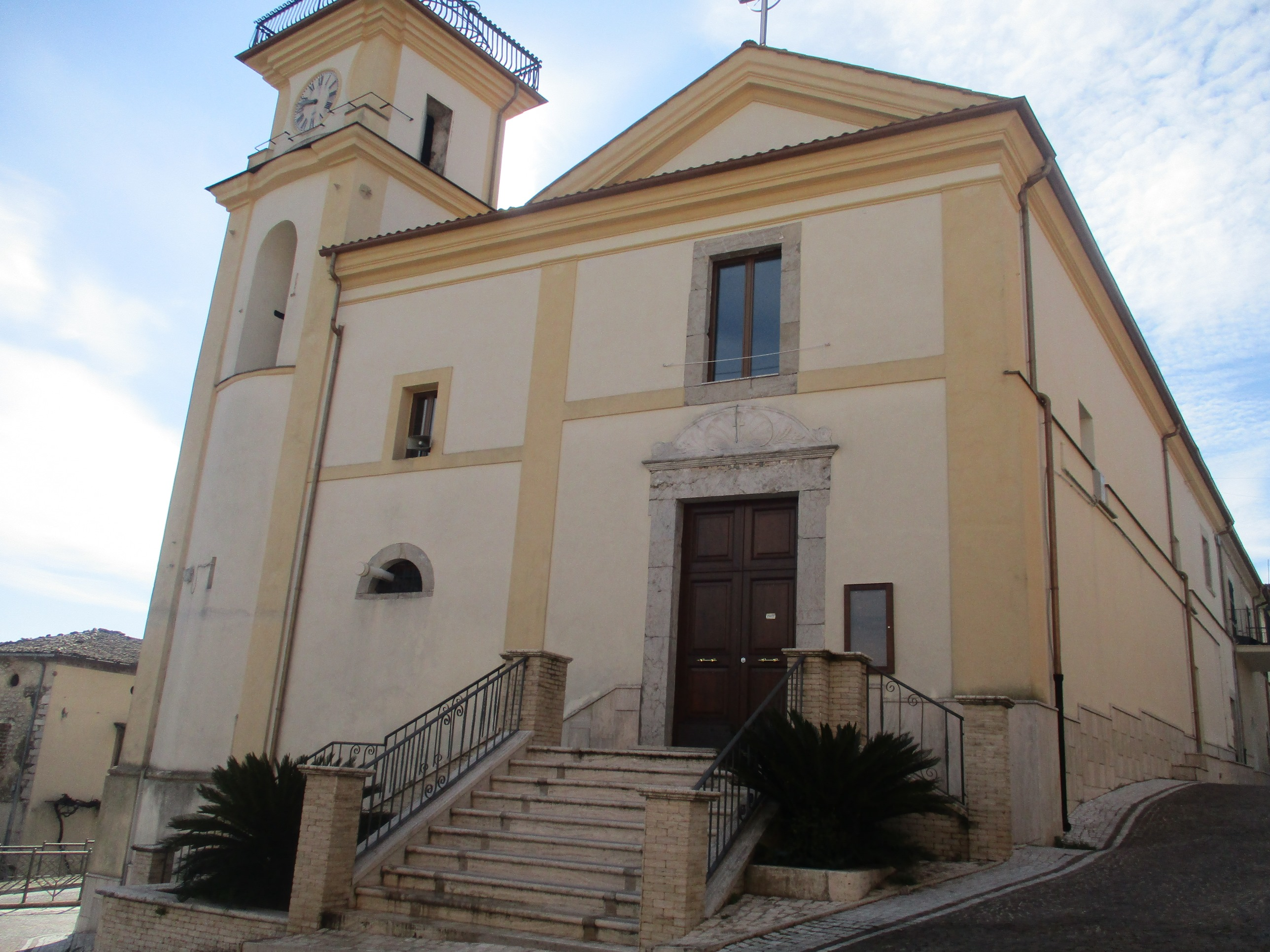
Chiesa Santi Giuseppe e Gaetano

Chiesa Santi Giuseppe e Gaetano - realizzata per volere del Duca Gaetano Boncompagni negli anni successivi al 1746.
Chiesa Santa Maria Assunta - situata nella frazione di Villafelice.
Chiesetta di San Gaetano - si trova in località Camponi e venne edificata nel periodo post guerra per ricordare la liberazione, avvenuta nel maggio del 1944, successiva al passaggio del fronte bellico.
Palazzo Riccardi - realizzato all’inizio del XIX secolo; inizialmente palazzo privato, fu acquisito nei beni pubblici e dopo un lungo, attento e laborioso restauro venne inaugurato il 16 dicembre 2017. Oggi accoglie la Biblioteca comunale, una vasta raccolta di opere (sculture e pitture) dell’artista locale del novecento Eleuterio Riccardi e il fondo librario “Ernesto Guida”. All’interno diverse sale (tra cui la Sala Rossa e la Sala Azzurra) possono accogliere eventi culturali di vario genere.
Vecchia sede comunale - antico palazzo ottocentesco che ha ospitato gli uffici pubblici fino al 1984 - oggi è sede di associazioni locali.

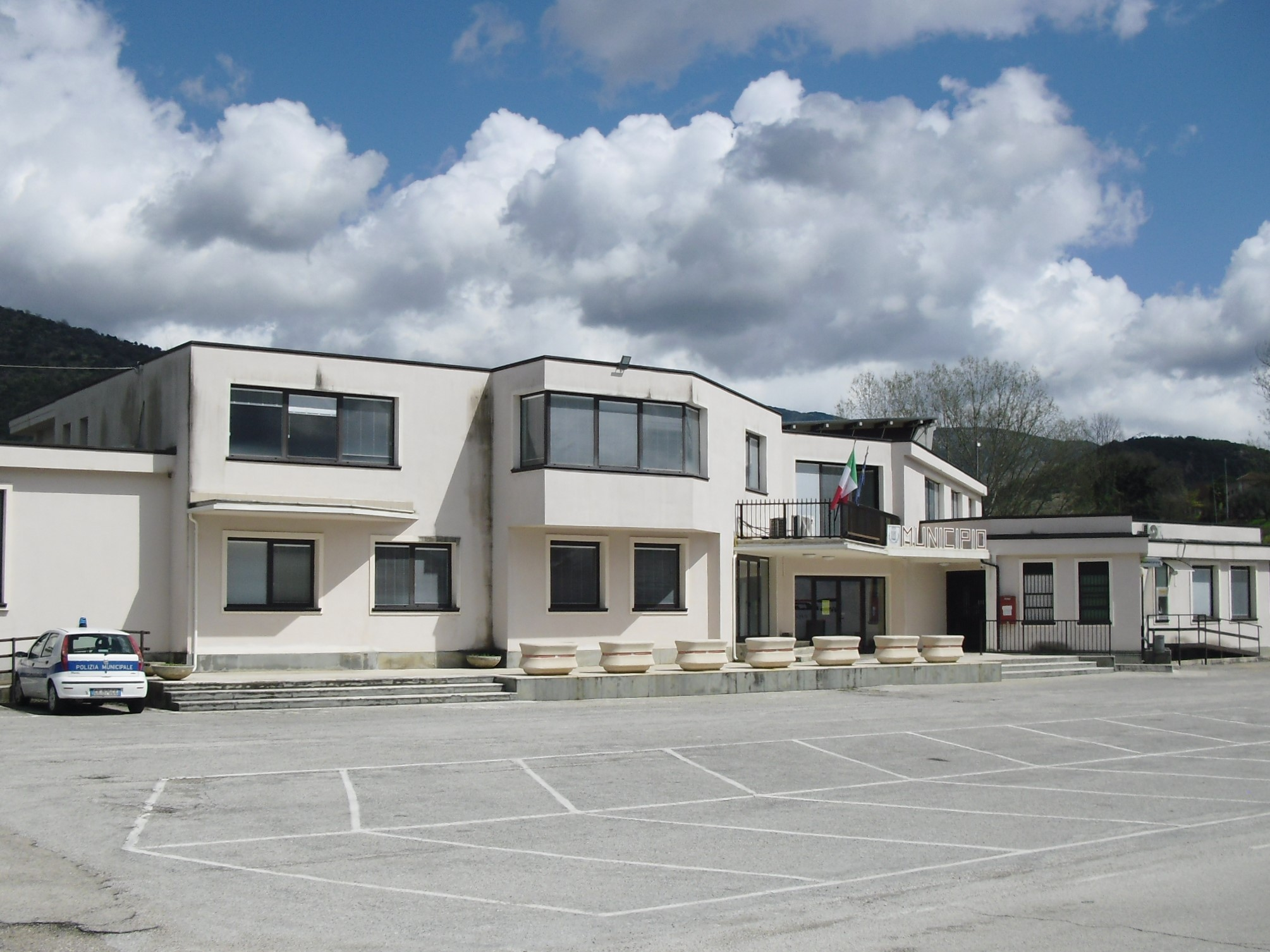
Sede municipale

Municipio - modernissimo ed accogliente edificio, su due livelli e con ampi parcheggi, è sede comunale dal 1984; è situato al centro di una vasta zona verde ove sono stati realizzati i giardini pubblici comunali. Al piano terra ospita gli uffici postali.

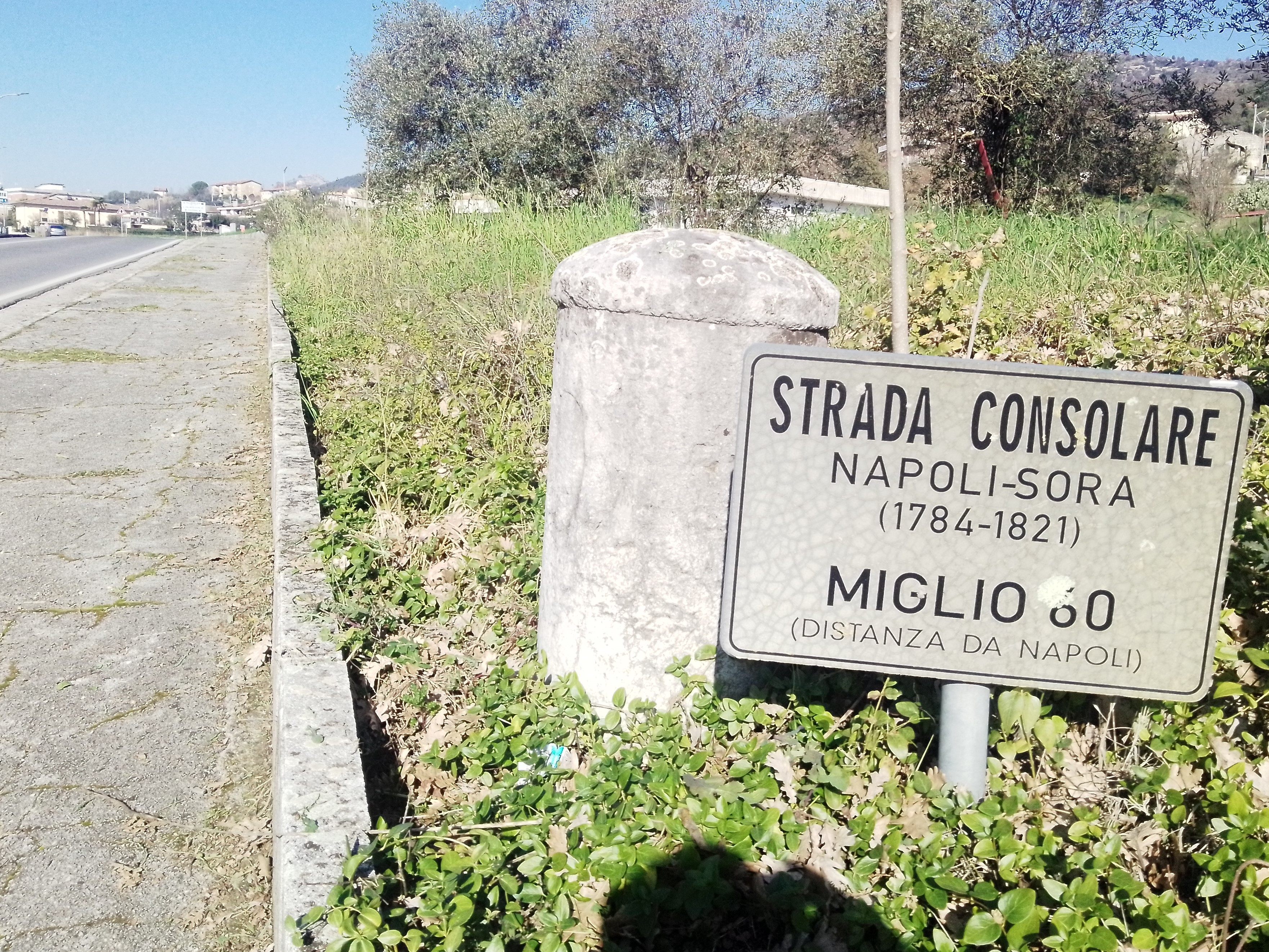
Cippo borbonico

Palazzetto dello Sport - è posto nella zona retrostante la sede comunale e venne inaugurato il 14 aprile 2003. Da allora ha accolto innumerevoli manifestazioni sia sportive che ricreative e cerimonie di ogni genere. Le attività prevalenti che vi si svolgono riguardano la pallavolo ed il basket, con iscrizione a campionati provinciali e regionali e sono rivolte con particolare attenzione alle categorie giovanili.
Cippi borbonici n. 60 e 61 collocati sull’attuale SS6 Casilina - sono pietre miliari poste sull’antica via consolare che venne realizzata dai Borboni nel periodo 1794-1821 (i lavori vennero interrotti durante l’occupazione napoleonica) per unire la capitale del regno, Napoli, al prosperoso e ricco triangolo industriale situato ai confini a ridosso dello Stato Pontificio e costituito dalle cittadine di Sora, Isola del Liri ed Arpino. Queste pietre vennero posizionate nel 1823 e la distanza tra l’una e l’altra, equivalente al miglio napoletano, è di metri 1851.

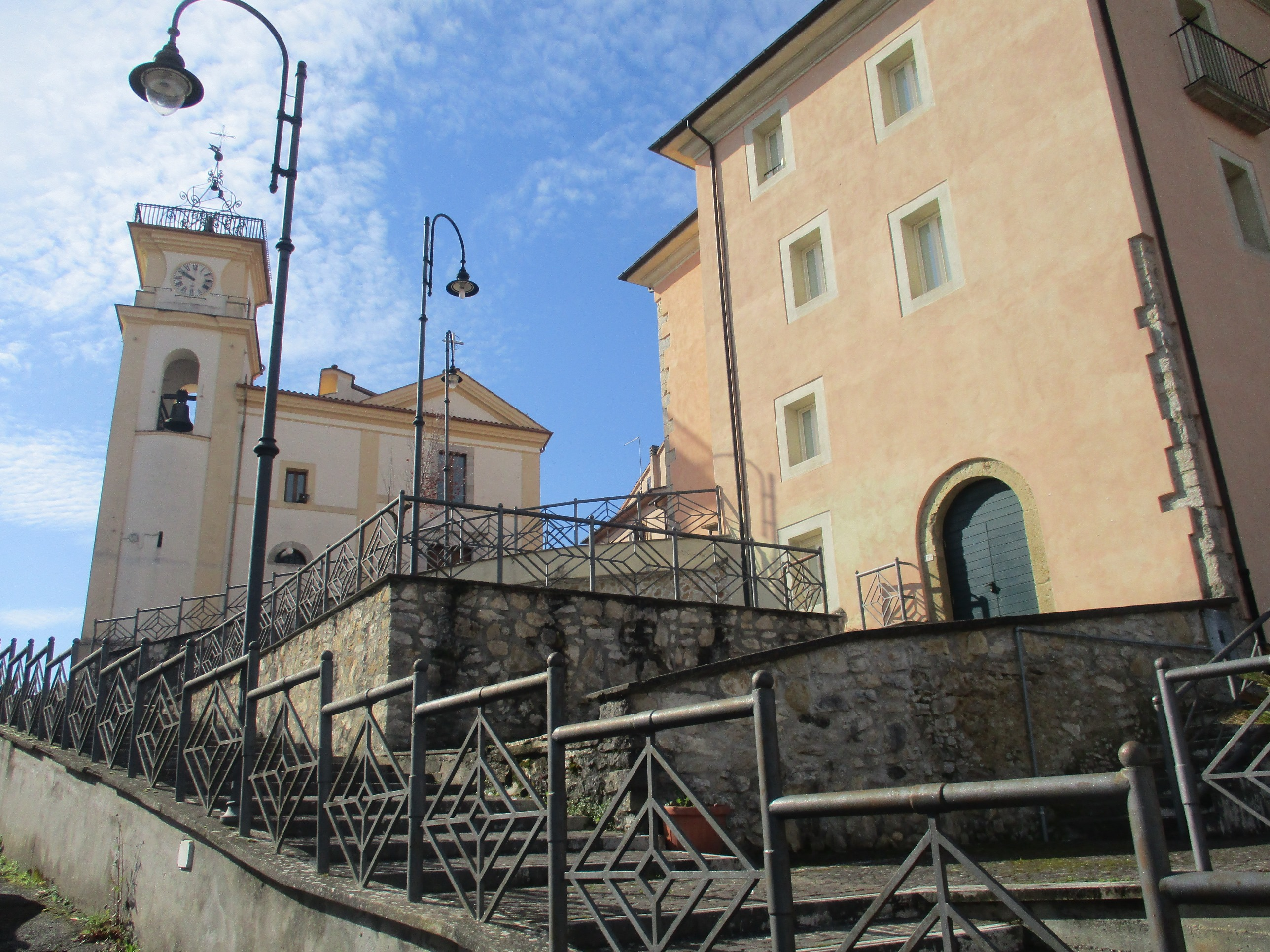
Centro storico

### Aree naturali
La Selva - zona boscosa, tra le più vaste della provincia se si escludono le zone montuose (250 ettari), ricca di specie vegetali e fauna. È rinomatissima per il pregiato fungo porcino (nelle varietà nero e reticolato) che vi cresce abbondante; le specie arboree dominanti sono il cerro (Quercus cerris) e il farnetto (Quercus frainetto). È attraversata da interessanti percorsi naturalistici. Inoltre nella zona adiacente il campo sportivo, è stata realizzata una zona pic-nic, un’area attrezzata con giochi per bambini e, sempre nel sottobosco, un ampio spazio munito di attrezzi da palestra per svolgere pratiche sportive all’aperto (outdoor fitness).
Giardini pubblici - ampia zona pratosa posta nelle adiacenze della sede comunale ed attraversata da corsi d’acqua provenienti da vicine sorgenti locali; i giardini sono stati arricchiti da numerosi e lussureggianti alberi, di varie specie (dominano i maestosi esemplari di Cedro del Libano), ed accolgono uno spazio riservato ai giochi per bambini.

## Società

### Evoluzione demografica
Abitanti censiti

### Religione
La popolazione professa per la maggior parte la religione cattolica nell'ambito della diocesi di Sora-Cassino-Aquino-Pontecorvo.

## Cultura

### Eventi
- Festa Patronale di San Gaetano (Colfelice Capoluogo) - 7 agosto
- Festa dell’Assunta (Villafelice Frazione) - 15 agosto
- Le Cantine (Colfelice Capoluogo) - primi giorni di agosto

## Economia
Di seguito la tabella storica elaborata dall'Istat a tema "Unità locali", intesa come numero di imprese attive, ed addetti, intesi come numero di addetti delle imprese locali attive (valori medi annui).
|           | 2015                  |                              |                            |                |                       |                     | 2014                  |                | 2013                  |                |
| --------- | --------------------- | ---------------------------- | -------------------------- | -------------- | --------------------- | ------------------- | --------------------- | -------------- | --------------------- | -------------- |
|           | Numero imprese attive | % Provinciale Imprese attive | % Regionale Imprese attive | Numero addetti | % Provinciale Addetti | % Regionale Addetti | Numero imprese attive | Numero addetti | Numero imprese attive | Numero addetti |
| Colfelice | 84                    | 0,25%                        | 0,02%                      | 316            | 0,30%                 | 0,02%               | 77                    | 313            | 83                    | 316            |
| Frosinone | 33.605                |                              | 7,38%                      | 106.578        |                       | 6,92%               | 34.015                | 107.546        | 35.081                | 111.529        |
| Lazio     | 455.591               |                              |                            | 1.539.359      |                       |                     | 457.686               | 1.510.459      | 464.094               | 1.525.471      |

Nel 2015 le 84 imprese operanti nel territorio comunale, che rappresentavano lo 0,25% del totale provinciale (33.605 imprese attive), hanno occupato 316 addetti, lo 0,3% del dato provinciale; in media, ogni impresa nel 2015 ha occupato poco meno di quattro addetti (3,76).

## Infrastrutture e trasporti

### Strade
Il territorio comunale è attraversato dalla Strada Statale 6 Via Casilina.

### Ferrovie
La località è servita dalla stazione di Colfelice, posta sulla linea Avezzano-Roccasecca.

## Amministrazione

### Gemellaggi
- Villafeliche - paese spagnolo nella provincia di Saragozza - Deliberazione Consiliare n. 30 del 14 dicembre 2002
- Coursac - paese francese nella provincia di Bordeaux - Deliberazione Consiliare n. 10 del 28 giugno 2021 - data firma atto tra sindaci 10 luglio 2021

### Altre informazioni amministrative
Fa parte:
- della XV Comunità Montana Valle del Liri
- del Consorzio Industriale del Lazio - organo di promozione dello sviluppo delle attività industriali, artigianali, commerciali, del terziario e dei servizi
- del G.A.L. (Gruppi di Azione Locale) Terre di Argil - organo per il sostegno e promozione di attività rurali e di turismo sostenibile

## Sport

### Calcio
L’Associazione Sportiva Colfelice nacque nei primi anni ’70, i colori sociali sono il bianco/rosso e il campo sportivo comunale ove esercita la propria attività è denominato “Mandrelle”. Affiliata alla FIGC di Frosinone, nella sua lunga storia ha militato prevalentemente nei campionati provinciali di 2ª e 3ª categoria. Nella stagione 1997-98 disputò il campionato di 1ª categoria e fu promossa in Promozione; l’anno successivo però, per motivi organizzativi/economici, ripartì dalla 3ª. Negli anni successivi, dopo altre promozioni, tornò a vincere il campionato di 1a riguadagnando di nuovo la categoria superiore della Promozione che, stavolta, disputò regolarmente nella stagione sportiva 2009-10. Ridiscesa nelle categorie inferiori, per diversi anni non si è più riscritta ai campionati FIGC. La stagione 2024-25 è tornata ad affiliarsi alla Federazione Italiana Giuoco Calcio di Frosinone per ricalcare i campi provinciali di 3ª categoria.
Negli anni ’90 ha curato un importante settore giovanile e una scuola calcio per i più piccoli; in quel periodo, grazie alla vittoria del campionato provinciale della categoria “Giovanissimi”, ha anche disputato il campionato regionale di pari categoria misurandosi spesso con le più belle ed importanti realtà romane. Negli anni duemila ha poi proseguito per diversi anni nell’attività riservata alla scuola calcio per bambini.